# Stuart Whitman
Stuart Maxwell Whitman (ur. 1 lutego 1928 w San Francisco, zm. 16 marca 2020 w Montecito) – amerykański aktor filmowy i telewizyjny.
Występował w wielu kultowych westernach, w tym W kraju Komanczów (1961) u boku Johna Wayne’a. W 1962 był nominowany do Oscara dla najlepszego aktora pierwszoplanowego w dramacie Piętno (1961). Whitman służył również w United States Army w trakcie II wojny światowej, a także osiągnął niemałe sukcesy w boksie.
1 lutego 1998 otrzymał własną gwiazdę w Alei Gwiazd w Los Angeles znajdującą się przy 7083 Hollywood Boulevard.

## Życiorys

### Wczesne lata
Urodził się w San Francisco w Kalifornii w rodzinie pochodzenia żydowskiego jako starszy z dwóch synów. Jego matka, Cecilia (z domu Gold), była żydowską imigrantką z Rosji. Jego ojciec, Joseph Charles Whitman, urodził się w Nowym Jorku w rodzinie polsko–żydowskich imigrantów. Miał młodszego brata Kippa Anthony’ego (ur. 1946). Jego rodzina miała także korzenie rosyjskie, szkockie, irlandzkie i angielskie.
Whitman interesował się aktorstwem od piątego roku życia. Jego ojciec w tym czasie pracował jako bileter w Tammany Hall i czasami pozwalano mu oglądać sztuki teatralne. Jego rodzice pobrali się jako nastolatki i często podróżowali w dzieciństwie – jego ojciec został prawnikiem, który przeniósł się do branży deweloperskiej. Whitman rozpoczął naukę w Nowym Jorku, na Manhattanie i w Poughkeepsie. Jego wujek Ben uważał, że ma potencjał jako bokser i potajemnie go trenował. Kiedy wybuchła II wojna światowa, jego rodzina osiedliła się w Los Angeles, gdzie w 1945 ukończył Hollywood High School. Następnie zaciągnął się do United States Army i przez trzy lata służył w Korpusie Inżynierów w Fort Lewis w stanie Waszyngton. Whitman został honorowo zwolniony w 1948. W tym okazjonalnie boksował, wygrywając 31 ze swoich 32 rund.

### Kariera
Studiował prawo w Los Angeles City College, gdzie został dostrzeżony przez łowcę talentów i zadebiutował na ekranie jako Kip Whitman w niewielkiej roli w filmie fantastycznonaukowym Rudolpha Maté When Worlds Collide (1951). Potem wziął udział w filmie fantastycznonaukowym Roberta Wise’a Dzień, w którym zatrzymała się Ziemia (1951). Na swoim koncie miał udział w wielu produkcjach filmowych i telewizyjnych, m.in.: Człowiek, którego już nie ma (1958), Wściekłość i wrzask (1959), Najdłuższy dzień (1962) czy Ci wspaniali mężczyźni w swych latających maszynach (1965).
Alfred Hitchcock rozważał jego kandydaturę, wraz z Cliffem Robertsonem, Robertem Loggią i Tomem Tryonem, do roli Sama Loomisa w Psychozie (1960), ale rola przypadła Johnowi Gavinowi. Za kreację Jima Fullera, który wychodzi na wolność po spędzeniu trzech lat w więzieniu za próbę molestowania dziecka w dramacie Piętno (1961) został nominowany do Oscara. Wcielił się w postać Jonathana Kenta, ojca Clarka Kenta (John Newton/Gerard Christopher) w serialu DC Comics Superboy (1988–1992).
12 października 2007 otrzymał nagrodę Silver Spur w Sportsmen’s Lodge w Studio City.

## Życie prywatne
13 października 1952 zawarł związek małżeński z Patricią Ann LaLonde, z którą miał czworo dzieci – dwóch synów: Tony’ego (ur. 1953), Michaela (ur. 1954) i Scotta (ur. 1958) oraz córkę Lindę (ur. 1956). W październiku 1966 doszło do rozwodu. 5 listopada 1966 poślubił Carol Vogel, z którą miał syna Justina. Rozwiedli się w lutym 1976. W 2006 ożenił się z Julią Vadimovną Paradi.

### Śmierć
16 marca 2020 zmarł w swoim domu w Montecito w Kalifornii w wieku 92 lat. W ostatnich chwilach towarzyszyła mu najbliższa rodzina. Jak podał portal TMZ, aktor chorował na raka skóry.

## Filmografia

### Filmy
- Dzień, w którym zatrzymała się Ziemia (1951) jako wartownik
- Barbed Wire (1952) jako handlarz bydłem
- One Minute to Zero (1952) jako oficer
- Człowiek z Alamo (1953) jako ordynans
- Należysz do mnie (1953) jako Dick
- The All American (1953) jako Zip Parker
- The Veils of Bagdad (1953) jako sierżant
- Appointment in Honduras (1953) jako telegrafista
- Walking My Baby Back Home (1953) jako pacjent
- Co się zdarzyło w Silver Lode (1954) jako Wicker
- Rapsodia (1954) jako Dove
- Prisoner of War (1954) jako kapitan
- Diane (1956) jako spadkobierca/dziedzic Księcia Henri
- Siedmiu ludzi do zabicia (1956) jako por. Collins
- Bombowce B-52 (1957) jako mjr Sam Weisberg
- Człowiek, którego już nie ma (1958) jako Charley Bongiorno
- Cienista droga (1959) jako Tom Ping
- Wściekłość i wrzask (1959) jako Charlie Bush
- Historia Rut (1960) jako Booz
- Piętno (1961) jako Jim Fuller
- Franciszek z Asyżu (1961) jako hrabia Paolo
- W kraju Komanczów (1961) jako Paul Regret
- Najdłuższy dzień (1962) jako por. Sheen
- Ścigani przez śmierć (1963) jako kpt. Allan Morley
- Rio Conchos (1964) jako kpt. Haven
- Ci wspaniali mężczyźni w swych latających maszynach (1965) jako Orvil Newton
- Miasto pod wodą (1971) jako adm. Michael Matthews
- Kapitan Apacz (1971) jako Griffin
- Noc lepusa (1972) jako Roy Bennett
- Szalona mama (1975) jako Jim Bob
- Biały bizon (1977) jako Winifred Coxy
- Zjedzeni żywcem (1977) jako szeryf Martin
- Pirat (1978) jako Terry Sullivan
- Motylek (1982) jako wielebny Rivers
- Szef mafii (1990) jako Don Fransisco
- Prywatne porachunki (1993) jako Alexander Winters
- Człowiek prezydenta (2000) jako George Williams

### Seriale telewizyjne
- Gunsmoke (1955–75) jako Bart (gościnnie, 1956)
- Ulice San Francisco (1972–77) jako Nick Carl (gościnnie, 1973)
- Quincy (1976–83) jako szeryf Parsons (gościnnie, 1977)
- Wyspa Fantazji (1978–1984) – różne role w 7 odcinkach
- Nieustraszony (1982–86) jako Frank Sanderson (gościnnie, 1984)
- Hardcastle i McCormick (1983–86) jako Teddy Hendrix (gościnnie, 1986)
- Drużyna A (1983–87) jako Chuck Easterland/Jack Harmon (gościnnie, 1983 i 1985)
- Niebezpieczne ujęcia (1984–85) jako szeryf Skinner (gościnnie)
- Opowieści z ciemnej strony (1984–88) jako Edward Osborne (gościnnie, 1985)
- Knots Landing (1979–93) jako pan Willis (gościnnie, 1990)
- Napisała: Morderstwo (1984–96) – różne role w 4 odcinkach
- Przygoda na Dzikim Zachodzie (1993–94) jako Granville Thorogood (gościnnie)
- Strażnik Teksasu (1993–2001) jako Laredo Jake Boyd (gościnnie, 1994)